# SO女
『 SO女』（ソニョ＝少女の意）は、韓国におけるRAINBOWの2ndミニアルバムである。2011年4月7日に発売された。
デジタル・シングルとして先行発売された「Mach」や振り付けが扇情的すぎるということで韓国内で物議を醸した｢A｣、日本人アーティストであるDAISHI DANCEを作曲に起用した「To Me」などが収録されている。

## 収録曲
1. So Cool
2. To Me (내게로..) / To Me (私には..)
3. 너뿐이라고 /君だけだと
4. Mach
5. A
6. To Me (내게로..) [Instrumental] / To Me (私には..) [Instrumental]